# Saptarszi
Saptarszi (sanskryt सप्तर्षि, trl. saptaṛṣi) – nazwa zbiorowa dla grupy siedmiu (sapta) wedyjskich wieszczów i mędrców (ryszi), popularnych również w hinduizmie powedyjskim. W każdej epoce istnienia świata (judze), istnieje siedmiu głównych, wielkich mędrców. Zwani są gotraprawartakas, protoplastami gotr (bramińskich klanów).

## Ujęcie kosmogoniczne
Początkowo w Rygwedzie i Atharwawedzie pojmowani być mogli jako demiurgiczne jestestwa, personifikujące kosmiczne energie stwórcze a przy w tym jako byty astralne. Grupa tych siedmiu wieszczów składając pierwszą ofiarę z pierwszej i jedynej ówcześnie istoty bytu, jest autorami lub przynajmniej sprawcami wielorakości kosmosu. Gdy rozważa się ich pracę ustanowienia siedmiu granic moralnych, są porównywalni do siedmiu Aditjów (którym przypisuje się również funkcję "wiązania" istot). Później, w toku rozwoju myśli upaniszadowej, saptariszi utożsamiani są z funkcjami odczuwania na poziomie jaźni istoty ludzkiej. W takim ich rozumieniu krępują uniwersalność atmana w istnieniu jednostkowym i determinują indywiduację.

## Ujęcie astronomiczne
Starożytne ujęcie mówi, iż siedmiu mędrców utożsamiano z siedmioma głównymi planetami (graha) indyjskiej astronomii. Astrologia indyjska określała ich jako wpływających na ludzkie życie.
W innych interpretacjach pierwszych siedmiu mędrców miało utworzyć siedem gwiazd Wielkiej Niedźwiedzicy, gdzie Angiras to najjaśniejsza z nich - Alioth.

## Ujęcie fizjologiczne
- Tradycja jogi naucza, iż saptariszi zamieszkują w ciele człowieka[7].

Bryhadaranjakopaniszad ujmuje natomiast problem wprost: dana część ciała to konkretny ryszi:
1. Gotama – ucho
2. Bharadwadźa – ucho
3. Wiśwamitra – oko
4. Dźamadagni – oko
5. Wasisztha – nozdrze
6. Kaśjapa – nozdrze
7. Atri – język.

- Odmienne ujęcie mówi o identyczności siedmiu mitycznych wieszczów z sześcioma indrijami psychicznymi narządami czy mocami ciała ludzkiego, oraz widją (wiedzą), jako siódmą mocą[9].

## Ujęcie energetyczne
Źródła puraniczne twierdzą, iż pochodzenie konkretnych ryszich z grupy saptariszich, wywieść należy z konkretnych energii wewnętrznych hinduistycznego boga stwórcy – Brahmy. Energie takie noszą ogólną nazwę prana (pran jest dziesięć podstawowych rodzajów, jeden z nich zwie się identycznie jak termin dla całej ich grupy czyli też prana). W ujęciu pranicznym, pochodzenie wieszczów jest następujące:
- Daksza – powstał z prany Brahmy
- Pulastja – powstał z udany Brahmy
- Pulaha – powstał z wjany Brahmy
- Wasisztha – powstał z samany Brahmy
- Kratu – powstał z apany Brahmy.

## Ujęcie mitologiczne
Koncepcja wywodząca się z wedyzmu utrzymuje, iż każdemu cyklowi istnienia wszechświata (manwantara), właściwe jest panowanie grup siedmiu wieszczów o odmiennym składzie ale nieprzerwanie określanych jako saptariszi. W takim ujęciu mówi się o grupie saptariszich konkretnej manwantary. Poniżej zaprezentowano spis przykładowych manwantar tradycyjnej indyjskiej miary czasu, wraz z listami odpowiadających im siedmiu wieszczów. Gdy przy danym numerze (czyli w konkretnej linii) pojawia się kilka imion mędrców) oznacza to, że nie zachodzi zgodność wśród autorów i źródła hinduistyczne wskazują na odmienne postacie mędrców.
- Swajambhuwa manwantara:
  - Mahabharata i Śiwapurana wymienia imiona takie jak: Marići, Angiras, Pulastja, Pulaha, Kratu, Atri i Wasisztha.
  - Śatapathabrahmana wymienia się inny zestaw imion: Gotama, Bhradwadźa, Wiśwamitra, Dźanmadagni, Wasisztha, Kaśjapa i Atri[12].

- Swarocisza manwantara:

1. Urdźa, Aurwa, Arwa
2. Stamba, Wanastamba
3. Prana, Drona
4. Dattoli, Dattori, Dattari, Dambholi, Datta, Danta
5. Ryszabha, Wryszabha, Bryhaspati
6. Niśćala, Niśćara, Niśćaja, Ćjawana, Timira
7. Arwariwat, Arwawirat, Urwariwat, Dhawat, Kaśjapa

- Rajwata manwantara:

1. Hiranjaroma, Hiranjaloma
2. Wedaśri, Wedaśriras, Dewaśri, Wiśwaśri, Saptaśwa
3. Urdhwabahu, Subahu
4. Wedabahu, Dewabahu, Wadawada, Aindrabahu
5. Sudhaman, Jadudhra, Jadurnaman, Somapa, Satjanama, Subahu
6. Pardźanja
7. Satjanetra, Mahamuni, Muni, Wasisztha, Dźaja, Swadharma

- Brahmasawarni manwantara:

1. Hawiszmat
2. Sukryti, Sukirti, Sukriti, Prakryti
3. Apomurti, Ajomurti, Ajamukti, Dźajamurti
4. Apawa, Awjaja, Aśwatthaman, Satjaketu, Wasisztha
5. Apratima, Pratipa, Pramati, Prajati, Apratimaudźas
6. Nabhaga, Labhaga, Bhamara
7. Abhimanju, surabha, Satja, Nadasatja, Ananasa